# بول زوكر
بول زوكر (بالألمانية: Paul Zucker)‏ هو مؤرخ ومهندس معماري ألماني، ولد في 14 أغسطس 1888 في برلين في ألمانيا، وتوفي في 12 فبراير 1971 في نيويورك في الولايات المتحدة.